# Drino crassiseta
Drino crassiseta är en tvåvingeart som beskrevs av Louis-Paul Mesnil 1968. Drino crassiseta ingår i släktet Drino och familjen parasitflugor. Inga underarter finns listade i Catalogue of Life.